# Darling (EP)
 For alternative betydninger, se Darling. (Se også artikler, som begynder med Darling)
Darling er en salgsfremmende EP af den australske sangerinde Kylie Minogue. Det blev givet fri på lanceringen af Minogues parfume af samme navn den 9. februar 2007. Det indeholder to albumspor og tre spor fra hendes turne Showgirl: The Greatest Hits Tour.

## Sporliste
1. "I Believe in You" (live) – 3:24
2. "In Your Eyes" (live) – 3:08
3. "Slow" (live) – 3:20
4. "Loving Days" – 4:24
5. "Burning Up" – 3:59